# 蒋志鹏
蒋志鹏（？—），男，汉族，中华人民共和国政治人物。现任福建弦德集团有限公司董事长，福建省总商会兼职副会长。第十三、十四届全国政协委员。